# 壬生新太郎
壬生 新太郎（みぶ しんたろう）は、日本の俳優。

## 出演

### 映画
- 忍者狩り（1964年9月5日、東映） - 松山藩家人
- 博徒対テキ屋（1964年12月24日、東映） - 国分組若衆）
- 兄弟仁義（1966年4月23日、東映） - 鳴子組の賭場客
- 一心太助 江戸っ子祭り（1967年4月20日、東映） - 大名
- 日本暗黒史 血の抗争（1967年6月17日、東映） - 河上組々員
- 緋牡丹博徒（1968年9月14日、東映） - 浪花千成組々員
- 舶来仁義 カポネの舎弟（1970年5月23日、東映） - ＴＶ10の職員
- 「シルクハットの大親分」（1970年6月25日、東映） - ボーイ
- 博徒仁義 杯（1970年8月28日、東映） - 下河原
- 「日本やくざ伝 総長への道」（1971年3月6日） - 南善一家仔分
- 「極道罷り通る」（1972年7月3日） - 笠松満吉
- 「仁義なき戦い」（1973年1月13日） - 柳田敏治
- 「女番長 タイマン勝負」（1974年1月15日） - 社員 / 職員
- 「実録飛車角 狼どもの仁義」（1974年10月5日） - ゴンゾウ部屋の男
- 「女番長 玉突き遊び」（1974年10月19日） - 子分
- 「極道社長」（1975年10月18日）
- 「暴走パニック 大激突」（1976年2月28日） - 大阪の銀行員
- 「テキヤの石松」（1976年4月10日） - 運転手
- 「狂った野獣」（1976年5月15日） - バス会社社員 / 刑事
- 「女必殺五段拳」（1976年5月29日）
- 「戦後猟奇犯罪史」（1976年6月19日） - 山口和也
- 「沖縄やくざ戦争」（1976年9月4日） - 今村
- 「日本の仁義」（1977年5月28日） - 記者
- 「日本の首領 完結篇」（1978年9月9日） - 新聞記者
- 「赤穂城断絶」（1978年10月28日） - 清水一学
- 「総長の首」（1979年4月7日） - 幹部
- 「真田幸村の謀略」（1979年9月1日） - 井上外記
- 「序の舞」（1984年1月14日） - ちきりやの番頭
- 「福沢諭吉」（1991年8月24日） - 小沼平左衛門
- 「ぼくんち」（2003年4月1日） - トメさん

### テレビドラマ

#### 日本テレビ
- 「桃太郎侍」
  - 第7話「つばめの詩」（1976年11月14日）
  - 第48話「黒い鼠に数え唄」（1977年9月4日）
  - 第81話「瞼に咲いた白い花」（1978年4月30日）
  - 第91話「鳶が狙った鷹一羽」（1978年7月9日） - 乙松
  - 第105話「北の岬の渡り鳥」（1978年10月15日）
  - 第123話「別れに泣いた信州路」（1979年2月25日）
  - 第132話「男の別れに散る桜」（1979年4月29日）
  - 第149話「仁兵衛が惚れたお母ちゃん」（1979年8月26日）
  - 第152話「大江戸剣術王座決定戦」（1979年9月16日）
  - 第162話「顔に傷のある女」（1979年11月25日）
  - 第172話「つばめに惚れた鉄砲玉」（1980年2月3日）
  - 第186話「つばめの子育て日記」（1980年5月11日）
  - 第199話「親子を取り持つ一ツ毬」（1980年8月10日）
  - 第214話「その喧嘩俺が買った!」（1980年11月23日）
  - 第236話「世間知らずの若様作家」（1981年5月3日）
  - 第247話「渡世の意地通します」（1981年7月12日）
- 松平右近事件帳シリーズ
  - 「松平右近事件帳」
    - 第10話「極楽とんぼのならず者」（1982年5月30日）
    - 第21話「消えた花火職人」（1982年8月15日）
    - 第27話「はぐれ鳥の唄」（1982年10月3日）
    - 第46話「ふたりのおらん」（1983年2月13日）

  - 「新・松平右近」
    - 第1話「稲荷小路に春が来た!」（1983年4月3日）
    - 第10話「罠にはまった夫婦花」（1983年6月5日）
    - 最終話「右近の旅立ち」（1983年9月4日）
- 長七郎江戸日記シリーズ
  - 「長七郎江戸日記 第1シリーズ」
    - 第3話「風流山王祭」（1983年11月1日）
    - 第14話「琉球使節異聞」（1984年1月24日）
    - 第19話「裏切り御免」（1984年2月28日）
    - 第38話「風魔一族の陰謀」（1984年11月6日）
    - 第49話「命、売ります」（1985年2月5日）
    - スペシャル4「怨霊見参!長七郎、弟と対決」（1985年4月2日）
    - 第63話「おふくろさんよ‥‥」（1985年5月28日） - 浪人
    - 第76話「おさとの災難」（1985年11月19日）
    - 第79話「心はひとつ義兄弟」（1985年12月10日）
    - 第93話「居残り宅兵衛」（1986年3月25日） - 浪人
    - 第105話「風の噂の風小僧」（1986年7月29日）
    - 第110話「寺子屋ぎらい」（1986年10月21日）

  - 「長七郎江戸日記 第3シリーズ」第15話（1991年2月5日）
- 八百八町夢日記シリーズ
  - 「八百八町夢日記 第1シリーズ」
    - 第20話「祭り囃子が聞こえる」（1990年3月20日）
    - 第23話「海が匂う客」（1990年5月1日）
    - スペシャル4「おりん無惨! 今蘇る関が原の戦い」（1990年10月2日） - 浪人

  - 「八百八町夢日記 第2シリーズ」第17話（1992年2月18日）
- 「半七捕物帳」第10話（1992年12月15日） - 武士
- 「闇を斬る!大江戸犯科帳」第4話（1993年4月27日）
- 江戸の用心棒シリーズ
  - 「江戸の用心棒」
    - 「赤さび侍 夫婦の絆」 - 百姓 役
    - 第24話「春一番! 江戸っ子娘」（1995年3月8日） - 客

  - 「江戸の用心棒II」第8話（1996年1月16日）

#### TBS
- 「隠密剣士」第92話（1964年7月5日）
- 水戸黄門シリーズ
  - 「水戸黄門 第1部」第31話（1970年3月2日） - 門弟
  - 「水戸黄門 第3部」第14話（1972年2月28日） - 早馬の侍
  - 「水戸黄門 第4部」第34話「家康公のお墨付 -真岡-」（1973年9月10日） - やくざ
  - 「水戸黄門 第6部」
    - 第12話「宍道湖慕情 -松江-」（1975年6月16日） - 渡り中間
    - 第20話「若者の恋 -和歌山-」（1975年8月11日） - 根来の侍
    - 第25話「海道一の大盗人 -金谷-」（1975年9月15日） - 役人
    - 最終話「素晴らしきかな人生 -水戸-」（1975年11月3日） - 百姓

  - 「水戸黄門 第7部」
    - 第19話「最上紅花恋の唄 -米沢-」（1976年9月27日） - 役人
    - 第31話「助さん格さん子守唄 -渋川-」（1976年12月20日） - 役人

  - 「水戸黄門 第8部」
    - 第2話「駕籠屋になった助さん格さん -川崎-」（1977年7月25日） - 浪人
    - 第16話「非情の対決 -橋本-」（1977年10月31日） - 山伏
    - 最終話「妖雲晴れた桜島 -鹿児島-」（1978年1月30日） - 覚全の手下

  - 「水戸黄門 第9部」
    - 第16話「百万石の味自慢 -金沢-」（1978年11月20日） - 角屋の用心棒
    - 第22話「初春女狐騒動 -諏訪-」（1979年1月1日） - 藩士

  - 「水戸黄門 第11部」第1話「密命おびた逃亡者 -水戸-」（1980年8月18日）
  - 「水戸黄門 第12部」
    - 第18話「天下一品喧嘩そうめん -龍野-」（1981年12月28日） - 伝八の子分
    - 第27話「瞼の母娘にめぐる春 -江戸・水戸-」（1982年3月1日） - 森の配下

  - 「水戸黄門 第14部」最終話「野望を断った天下の名刀 -高松-」（1984年7月9日） - 役人
  - 「水戸黄門 第15部」
    - 第2話「助格駕籠屋と客引き老公 -松山-」（1985年2月4日） - 役人
    - 第14話「めざす敵は仁術医者 -浜田-」（1985年4月29日） - 江津屋番頭
    - 第18話「無念晴らした槍の仇討ち -福山-」（1985年5月27日） - 島屋の番頭
    - 第25話「友を救った男の真実 -小浜-」（1985年7月15日） - 壺振り
    - 第28話「助さんは替え玉亭主 -岐阜-」（1985年8月5日） - 中盆

  - 「水戸黄門 第16部」
    - 第6話「敵と呼ばれた助三郎 -島田-」（1986年6月2日） - 用心棒
    - 第11話「浪速男のド根性 -大坂-」（1986年7月7日） - 寅
    - 第14話「銃が知ってた血染めの罠 -彦根-」（1986年7月28日） - 旅籠の番頭

  - 「水戸黄門 第17部」
    - 第5話「男十手の木曽節仁義 -妻籠-」（1987年9月28日） - 用心棒
    - 第17話「黄門様のおしのび指南」（1987年12月21日） - 役人

  - 「水戸黄門 第18部」
    - 第8話「泥棒夫婦の大予言」（1988年10月31日）
    - 第14話「泣き笑い 助太刀志願」（1988年12月12日）
    - 第18話「怨みの仮装舞踏会」（1989年1月16日）

  - 「水戸黄門 第19部」第16話（1990年1月15日） - 羽木の用心棒
  - 「水戸黄門 第20部」
    - 第28話「孤剣に秘めた悲願」（1991年5月20日） - 藩士
    - 第32話「誘拐された御老公」（1991年6月17日）
    - 第44話「涙で染めた紅花紬」（1991年9月9日） - 三崎屋番頭

  - 「水戸黄門 第21部」
    - 第12話「無念晴らした夢芝居」（1992年6月22日） - おふみの父親
    - 第18話「悪を蹴散らす神楽面」（1992年8月3日）

  - 「水戸黄門 第22部」
    - 第13話「帰らぬ息子は船幽霊」（1993年8月9日） - 中国人
    - 第19話「悪が群がるカステイラ」（1993年9月20日） - カステラ職人
    - 第22話「出雲の蕎麦は恋の味」（1993年10月11日）
    - 第25話「夢の中で若旦那」（1993年11月1日）

  - 「水戸黄門 第23部」
    - 第5話「涙でついた母の嘘」（1994年8月29日）
    - 第15話「格さんは偽りの夫」（1994年11月14日）
    - 第27話「酔いどれ男の恩返し」（1995年2月13日）
    - 第32話「酒にのまれて人殺し」（1995年3月20日）
    - 第39話「白いお髭のお婿殿」（1995年5月8日）

  - 「水戸黄門 第24部」
    - 第11話「悪を懲らした大予言」（1995年11月27日）
    - 第19話「悪を糺した瀬戸の花嫁」（1996年1月29日）
    - 第35話「悪を懲らした三春駒」（1996年5月27日）

  - 「水戸黄門 第28部」
    - 第10話「見てはいけない狐の嫁入り」（2000年5月15日）
    - 第18話「大人もビックリ! 天才少年」（2000年7月17日）

  - 「水戸黄門 第29部」第3話（2001年4月16日）
  - 「水戸黄門 第30部」
    - 第8話「記憶を探した津軽三味線」（2002年2月25日） - 迫間新左衛門
    - 第24話「我ら御老公の名代なり!」（2002年6月24日）

  - 「水戸黄門 第31部」第10話（2002年12月16日）
  - 「水戸黄門 第37部」第14話（2007年7月9日）
- 大岡越前シリーズ
  - 「大岡越前 第1部」
    - 第1話「大岡越前」（1970年3月16日） - 罪人熊三
    - 第25話「纏女房」（1970年8月31日） - 臥煙

  - 「大岡越前 第2部」第9話（1971年7月12日） - 虚無僧
  - 「大岡越前 第3部」第8話（1972年7月31日） - 甚内の手下
  - 「大岡越前 第4部」第12話（1974年12月23日） - 用心棒
  - 「大岡越前 第6部」第5話（1982年4月5日） - 見廻り侍
  - 「大岡越前 第8部」
    - 第1話「大岡越前」（1984年7月16日） - 壺ふり
    - 第24話「雪絵を狙った夜の奉行」（1985年1月7日） - 夜の奉行一味

  - 「大岡越前 第9部」
    - 第3話「辰三おはなの祝言騒動」（1985年11月11日） - 中盆
    - 第14話「奉行に似ていた復讐鬼」（1986年1月27日） - 浪人
    - 第17話「謎の女賊は恩人の娘」（1986年2月17日） - 夜回り

  - 「大岡越前 第10部」第11話（1988年5月9日）
  - 「大岡越前 第11部」第7話（1990年6月4日）
  - 「大岡越前 第14部」
    - 第7話「復讐果たす怒りの十手」（1996年7月29日）
    - 第17話「命を懸けた贋金探索」（1996年10月14日）
    - 第21話「嘘で守った妻の恥」（1996年11月11日）
- 江戸を斬るシリーズ
  - 「江戸を斬る 梓右近隠密帳」
    - 第15話「笹野権三誉れの仇討ち」（1974年1月7日）
    - 第21話「凧々あがれ」（1974年2月18日） - 長屋の男性

  - 「江戸を斬るII」第14話（1976年2月9日）
  - 「江戸を斬るIII」
    - 第10話「恐怖の辻斬り」（1977年3月21日） - 十海屋の手代
    - 第17話「罠に掛った死神」（1977年5月9日） - 浪人
    - 第23話「男の約束」（1977年6月20日） - 子分
    - 第24話「殺しの疑惑」（1977年6月27日）

  - 「江戸を斬るV」
    - 第18話「恐怖! 嵐の夜の侵入者」（1980年6月16日）
    - 第19話「金太が落ちた恋地獄」（1980年6月23日）

  - 「江戸を斬るVI」
    - 第2話「死体が消えた藪の中」（1981年2月23日）
    - 第15話「お千代を襲う恐怖の影」（1981年5月25日）

  - 「江戸を斬るVII」
    - 第5話「潜入深川無法地帯」（1987年2月23日）
    - 第15話「火炎地獄の女」（1987年5月4日）
    - 第25話「願い叶えた千両富」（1987年7月13日）

  - 「江戸を斬るVIII」
    - 第15話「穴から噂の大泥棒」（1994年5月9日）
    - 第25話「復讐剣が闇を裂く」（1994年7月18日）
- TBS大型時代劇スペシャル
  - 「徳川家康」（1988年1月1日）
  - 「 織田信長」（1989年1月1日）
  - 「武田信玄」（1991年1月1日）
  - 「平清盛」（1992年1月1日）
- 「翔んでる!平賀源内」第15話（1989年8月14日）
- 「遊の人 ‐天下の御意見番 大久保彦左衛門‐」（1991年1月2日）
- 「大江戸を駈ける!」
  - 第1話「隠密同心誕生!」（2000年11月27日）
  - 第10話「陽のあたる場所」（2001年2月12日）

#### フジテレビ
- 「銭形平次」
  - 第157話「妄執の刄」（1969年4月30日） - 駕篭屋
  - 第409話「江戸と田舎の若旦那」（1974年3月6日） - 新助
  - 第514話「子の刻参上」（1976年3月24日） - 佐吉
  - 第519話「騙しちゃいけねえ」（1976年4月28日） - 米屋の番頭
  - 第556話「居酒屋」（1977年1月12日） - 勘太
  - 第653話「お紺の初恋」（1979年1月3日）
  - 第664話「去りゆく人々」（1979年3月21日）
  - 第707話「青柳同心、恋す」（1980年2月20日）
  - 第752話「鬼面組御用!」（1981年1月28日）
- 「大坂城の女」
  - 第4話「天下人は浮気者」（1970年1月24日） - 寧々の使者
  - 第19話「悲恋の織糸」（1970年5月9日） - 門番
  - 第36話「木村重成とその妻」（1970年9月5日） - 侍
- 「徳川おんな絵巻」第31話（1971年5月1日）
- 「清水次郎長」
  - 第5話「火祭り三度笠」（1971年6月5日）
  - 第15話「腹ペコお相撲仁義」（1971年8月14日）
  - 第28話「俺が結婚するでよ!」（1971年11月13日） - 子分
- 「二人の素浪人」
  - 第8話「一万両を賭けた脱出」（1972年10月21日）
  - 第18話「剣に砕けた密航船」（1972年12月30日）
- 「眠狂四郎」第3話（1972年10月24日）
- 「隼人が来る」
  - 第17話「子連れ街道」（1973年2月1日）
  - 第21話「黒い罠」（1973年3月1日）
- 「新選組」第5話（1973年5月3日）
- 影の軍団シリーズ
  - 「服部半蔵 影の軍団」
    - 第15話「地獄を招く妖僧」（1980年7月8日）
    - 第21話「潜伏! 蛇の穴」（1980年8月19日）
    - 第24話「戦慄! 処女のいけにえ」（1980年9月9日）

  - 「影の軍団II」第3話（1981年10月20日）
  - 「影の軍団III」
    - 第3話「忍びの虫は掃除虫」（1982年4月20日）
    - 第7話「南から来た女間者」（1982年5月18日）

  - 「影の軍団IV」第6話（1985年5月7日）
- 時代劇スペシャル
  - 「風車の浜吉捕物綴」第1作（1981年5月22日）
  - 「岡っ引どぶ」
    - 第1作「逆さ吊り殺人事件の影にひそむ奇怪な陰謀の謎!!」（1981年9月18日）
    - 第2作「京洛殺人事件」（1982年7月9日）
    - 第3作「流人島殺人事件」（1982年11月19日）
    - 第6作「折鶴殺人事件」（1983年12月29日） - 馬之助

  - 「地獄の左門十手無頼帖」
    - 第1作「与力妻殺人事件の背景と暗殺の謎」（1982年1月29日）
    - 第2作「将軍暗殺!」（1983年1月21日）
    - 第4作「声を盗まれた娘」（1984年3月15日）

  - 「御金蔵破り」第2作（1982年3月19日）
  - 「松本清張のかげろう絵図」（1983年7月22日）
  - 「さそり伝奇 風雲将棋谷」（1983年11月24日）
  - 「乾いて候」第2作（1984年1月26日）
- 「大奥」
  - 第28話「女帝への階段」（1983年10月11日）
  - 第30話「ある夜の美女軍団」（1983年10月25日） - 御金蔵番
  - 第39話「盗まれた青春」（1983年12月27日）
  - 第46話「女盗賊の冒険」（1984年2月21日）
  - 最終話「華麗なる落日」（1984年3月27日）
- 関西テレビ制作・月曜夜10時枠の連続ドラマ
  - 京都サスペンス「京都の祭りで人が死ぬ・鞍馬の火祭」（1988年10月10日）
  - 六つの離婚サスペンス「保険証書が囁く」（1992年3月9日）
- 「愛しあってるかい!」第3話（1989年10月30日）
- 「鬼平犯科帳 第3シリーズ」第1話（1991年11月20日）
- 「乾いて候 母は生きていた!?その背後に潜む陰謀を田村三兄弟が斬る!!」（1993年4月7日）
- 銭形平次シリーズ
  - 「銭形平次 第4シリーズ」第8話（1994年9月28日）
  - 「銭形平次 第5シリーズ」第1話（1995年3月8日）

#### テレビ朝日
- 「素浪人 花山大吉」
  - 第28話「腕白小僧はなぜウソついた」（1969年7月12日） - 用心棒
  - 第34話「海にもぐれぬ海女もいた」（1969年8月23日） - 浪人
  - 第59話「女ごころに弱かった」（1970年2月14日） - 浪人
  - 第86話「ネギがカモを背負っていた」（1970年8月22日） - 浪人
- 「用心棒シリーズ 俺は用心棒」第22話（1969年9月1日）
- 「天を斬る」（1969年10月6日 - 1970年3月30日）
- 「紅つばめお雪」第11話（1970年12月11日）
- 「さむらい飛脚」第8話（1971年2月27日）
- 遠山の金さんシリーズ
  - 「遠山の金さん捕物帳」
    - 第96話「おかげ参りの女」（1972年5月7日） - 神官
    - 第102話「狼と呼ばれた女」（1972年6月18日） - 藤兵衛の子分
    - 第142話「七万石を拾った男」（1973年3月25日）

  - 「遠山の金さん 第1シリーズ」
    - 第12話「その十手を探せ!!」（1975年12月18日）
    - 第37話「海鳴りを抱く女」（1976年6月17日）
    - 第88話「じゃじゃ馬姫と贋奉行」（1977年6月30日）

  - 「遠山の金さん（高橋英樹主演）」
    - 「遠山の金さん」
      - 第9話「大江戸最大の誘拐事件!」（1982年6月3日）
      - 第27話「大屋根に立つ美貌の女盗賊!」（1982年10月14日）
      - 第33話「戦慄! 十五発の殺人爆裂弾!」（1982年11月25日）
      - 第36話「悪酒が招いた生花師匠殺人事件!」（1982年12月16日）
      - 第46話「炎の恋情! 殺人者はおんな魔術師」（1983年3月3日）
      - 第51話「夜霧のめぐり逢い・犯罪河岸の尼僧!」（1983年4月21日）
      - 第63話「怪奇乙女ガ池・青い日傘をさす女」（1983年7月28日）
      - 第66話「姓は女医、名は酔いどれ芸者!」（1983年8月18日）
      - 第73話「おんな牢秘話・二匹の女ねずみ小僧!」（1983年11月3日）
      - 第104話「女賞金稼ぎ! 緋ぼたんおりんII」（1984年7月12日）
      - 第132話「結婚願望・恋に恋した女!」（1985年2月21日）
      - 最終話「魔女にされたおむすび屋お春!」（1985年9月19日）

    - 「遠山の金さんII」
      - 第3話「真珠の女・青い海が泣いてます!」（1985年10月29日）
      - 第7話「女講釈師・双肌脱いだ妖艶舞台!」（1985年11月26日）
      - 第31話「暗黒街の女!」（1986年6月24日）
      - 第32話「母の死の謎!」（1986年7月1日）

  - 「名奉行 遠山の金さん」
    - 「名奉行 遠山の金さん 第1シリーズ」
      - 第2話「女盗賊の三つの謎」（1988年4月28日） - 小間物問屋主
      - 第8話「ひょっとこ面の女」（1988年6月23日） - 政五郎の子分
      - 第21話「消えた三万両!?」（1988年10月27日） - 賭博の客

    - 「名奉行 遠山の金さん 第2シリーズ」
      - 第5話「財テクの罠、狙われた美人画」（1989年6月29日） - 客
      - 第7話「暗闇に一輪桜小僧」（1989年7月13日） - 浪人
      - 最終話「さらば金さん、打首獄門!?」（1989年11月30日） - 北町同心

    - 「名奉行 遠山の金さん 第3シリーズ」
      - 第5話「謎の美人幽霊」（1990年8月23日） - 番頭
      - 第19話「お婆ちゃんの復讐」（1991年2月21日） - 上総屋宗助

    - 「名奉行 遠山の金さん 第4シリーズ」
      - 第10話「美しい女医と記憶喪失の男」（1992年1月30日） - 辰平
      - 第16話「天誅暗殺団を狙う美人芸者」（1992年3月12日） - 商人

    - 「名奉行 遠山の金さん 第5シリーズ」
      - 第5話「嫁と舅とお目付桜」（1993年4月22日） - 大和屋番頭
      - 第8話「白い肌に溺れた与力」（1993年5月20日） - 駿河屋政右衛門
      - 第13話「覗かれた天女の肌」（1993年7月8日） - 山城屋万造

    - 「名奉行 遠山の金さん 第6シリーズ」
      - 第6話「必殺 世直し人の娘」（1994年8月4日）
      - 第8話「上方女の真剣勝負」（1994年8月18日） - 相模屋
      - 第15話「女説教強盗の復讐」（1994年11月3日） - 政五郎

    - 「名奉行 遠山の金さん 第7シリーズ」第1話（1995年9月7日） - 大和屋久兵衛
- 「長谷川伸シリーズ」
  - 第4話「中山七里」（1972年10月25日）
  - 第12話「頼まれ多九蔵」（1972年12月20日）
  - 第17話「越後獅子祭」（1973年1月24日）
- 「素浪人 天下太平」
  - 第13話「父ゃんの土産は千両箱」（1973年6月28日）
  - 最終話「むすんで、ひらいて朝が来た」（1973年9月27日）
- 「いただき勘兵衛 旅を行く」第18話（1974年2月14日）
- 「次郎長三国志」第3話（1974年4月23日）
- 必殺シリーズ
  - 「必殺仕置屋稼業」第27話（1976年1月2日）
  - 「必殺仕業人」第20話（1976年5月28日） - 用人
  - 「江戸プロフェッショナル・必殺商売人」第3話（1978年3月3日） - 門弟
- 「五街道まっしぐら!」第1話（1976年10月16日）
- 「人形佐七捕物帳」
  - 第17話「怨霊を呼ぶ蛍屋敷」（1977年8月13日） - 無宿人
  - 最終話「逆夢を買った女」（1977年12月24日）
- 暴れん坊将軍シリーズ
  - 「吉宗評判記 暴れん坊将軍」
    - 第1話「春一番! 江戸の明星」｛1978年1月7日） - 江戸城大名、鬼沢の手下同心
    - 第12話「紀州から来た凄い女」（1978年4月1日） - 門番
    - 第19話「纏持の詩」（1978年5月20日） - 側近の侍
    - 第31話「御狩場から消えた女」（1978年9月16日） - 浪人
    - 第42話「燃える男と莫連女」（1978年12月9日） - 勘助
    - 第45話「寿限無寿限無のニセ小判」（1978年12月30日） - 侍
    - 第56話「春の淡雪に消えた男」（1979年3月17日） - 久蔵
    - 第60話「太陽だけが知っていた」（1979年4月14日） - 町人
    - 第66話「だるまが笑った上州路」（1979年5月26日） - 子分
    - 第83話「天下を狙う盗賊」（1979年10月20日） - 侍
    - 第93話「呆れかえった武門の意地」（1979年12月29日） - 侍
    - 第98話「狼の里から来た娘」（1980年2月2日） - 与力
    - 第103話「大騒動! 寄り道したのが悪かった」（1980年3月8日） - 牢番
    - 第117話「虎に喰われた悪い奴」（1980年6月21日） - 儀十
    - 第124話「溺れて手柄をたてた奴」（1980年8月9日） - 有沢
    - 第136話「火の山に賭けた女」（1980年11月8日） - 侍
    - 第147話「め組が架けた恋の橋」	（1981年2月7日） - 田宮の配下
    - 第168話「天下御免の夫婦喧嘩」（1981年7月11日） - 手代
    - 第173話「瀬戸のさざ波乙女波」（1981年8月22日） - 藩士
    - 第190話「日本一の雨男」（1981年12月19日） - 工藤
    - 第195話「磯の香りはおっかあの味」（1982年1月30日） - 桑田の配下
    - 第199話「最後に微笑った悪い奴」（1982年2月27日） - 権堂

  - 「暴れん坊将軍II」
    - 第8話「五万両のとんぼ返り」（1983年4月30日） - 内田久蔵
    - 第20話「花札地獄の甘い罠」（1983年7月23日） - 中盆
    - 第34話「犬も喰わないめ組の喧嘩!?」（1983年11月5日） - 役人
    - 第50話「女だてらの荒療治!」（1984年3月3日） - 同心
    - 第57話「突っ張り娘の手毬唄」（1984年4月21日） - 剛力
    - 第68話「いま、ひと夏のいのち唄!」（1984年7月21日） - 男
    - 第104話「母も哀しき女郎蜘蛛!」（1985年4月27日） - 同心
    - 第124話「吉宗狙撃! 消えたお庭番」（1985年10月12日） - 北町同心
    - 第134話「おやこ鷹 師走の哀歌!」（1985年12月28日） - 鳥見役・同心
    - 第140話「捨て子の父は辰五郎!?」（1986年2月15日） - 仲間
    - 第152話「吉宗泣かせた悪いガキ!」（1986年5月17日） - 客
    - 第161話「のぞきは下手な鬼同心!」（1986年7月26日） - 役人
    - 第169話「恋の九十九里、地獄花!」（1986年10月4日） - 家臣
    - 第175話「母哀し、裏切りの二重奏!」（1986年11月29日） - 民造
    - 第179話「夢かるた、師走の謎唄!」（1986年12月27日） - 医者

  - 「暴れん坊将軍III」
    - 第1話「吉宗初暴れ! 少女涙の訴え状」（1988年1月9日） - 男
    - 第12話「絵草紙からくり心中」（1988年3月26日） - 番頭
    - 第19話「からくり盗っ人街道」（1988年5月21日） - 重耺
    - 第31話「幽霊も泣きます! おんな坂」（1988年8月20日） - 役人
    - 第40話「娘十七はぐれ唄」（1988年11月19日） - 忍び
    - 第49話「庶民の夢を喰った奴!」（1989年2月11日） - 男
    - 第57話「母恋いなみだ舟」（1989年4月15日） - 客
    - 第70話「青き勾玉の秘密」（1989年7月22日） - 武士
    - 第74話「おんな盗賊、狙われた名奉行」（1989年8月19日） - 親方
    - 第85話「少年は見た 将軍を!」（1989年12月2日） - 武士
    - 第90話「吉宗、初春の大江戸裁き」（1990年1月13日） - 役人
    - 第104話「死闘! 護持院ヶ原の果し状」（1990年5月12日） - 旗本
    - 第115話「無念を晴らした南蛮大魔術!」（1990年7月28日） - 用心棒

  - 「暴れん坊将軍IV」
    - 第14話「恋の細道、通りゃんせ!」（1991年7月13日） - 同心
    - 第21話「一大事! 花嫁は鬼っ子姫」（1991年8月31日） - 近習
    - 第34話「命無用! おやこ十手」（1991年11月30日） - 今村房之助
    - 第37話「才三覚悟! 黒髪の刺客」（1991年12月21日） - 脇田
    - 第43話「戦慄! 狙われた養生所」（1992年2月8日） - 耺人
    - 第50話「血涙! 愛しき忠義」（1992年3月27日） - 浪人
    - 第59話「炎上! 銃口に立つ大岡越前!」（1992年5月30日） - 客
    - 第64話「父の敵は愛しの人!」（1992年7月4日） - 大店の主人

  - 「暴れん坊将軍V」
    - 第16話「おんな事件屋、江戸を斬る!」（1993年7月31日） - 役人
    - 第20話「悪人志願の娘」（1993年9月11日） - 近江屋仙右衛門
    - 第23話「おんな盗賊の恋、吉宗にしかけられた天下の大陰謀」（1993年10月9日）
    - 第31話「空を飛んだ米相場」（1993年12月18日） - 佐賀屋
    - 第33話「鳶口一本、炎の男道!」（1994年1月8日） - 仲次
    - 第37話「わが恋せし上様」（1994年2月5日） - 寺岡官右衛門
    - 第40話「お泣き地蔵の恋」（1994年2月26日） - 役人
    - 第42話「木枯しも泣く迷子石」（1994年3月12日） - 三善屋

  - 「暴れん坊将軍VI」
    - 第5話「頑張れ! 江戸っ子若君」（1994年11月26日） - 村木
    - 第14話「伊賀者一代血の詫び状」（1995年2月4日） - 魚屋
    - 第34話「俺らの兄貴は上様だ!」（1995年8月5日） - 医者
    - 第35話「絶体絶命! 大岡越前」（1995年8月12日） - 老武士
    - 第45話「涙を抱いた花乙女」（1995年11月25日） - 大家
    - 第46話「美女を泣かせる鬼十手」（1995年12月2日） - 金貸し
    - 第50話「天下を正す無頼漢」（1996年1月13日） - 浪人

  - 「暴れん坊将軍VII」
    - 第3話「母恋し! がまん涙の夢枕」（1996年8月3日） - 医者
    - 第11話「魔剣! 鮮血の花嫁」（1996年11月9日） - 合力
    - 最終話「いなせ新さん、世直し道中」（1997年1月25日） - 政吉
- 「風鈴捕物帳」第8話（1978年12月14日）
- 「長七郎天下ご免!」
  - 第7話「あきない札を喰った奴」（1979年12月6日）
  - 第46話「情けが仇の父娘草」（1980年10月9日） - 津村
  - 第62話「紅花・たそがれ親不孝」（1981年2月19日） - 中間
  - 第78話「姉弟のいのち! 仙十郎受難」（1981年6月25日） - 手代
  - 第96話「紅蓮に哭いたおとこ花」（1981年11月12日） - 越後屋
  - 第103話「春ごよみ人情宝船」（1982年1月14日） - 藩士
- 柳生あばれ旅シリーズ
  - 「柳生あばれ旅」第11話（1980年12月23日）
  - 「柳生十兵衛あばれ旅」
    - 第5話「八百万石を狙う男」（1982年11月16日）
    - 第8話「細うで喧嘩花」（1982年12月7日）
    - 第15話「やわ肌は殺しの罠」（1983年1月25日）
- 「源九郎旅日記 葵の暴れん坊」
  - 第2話「命を的の母ごころ」（1982年5月15日） - 清次
  - 第15話「極楽とんぼのひとり旅」（1982年8月21日） - 内藤
  - 第36話「奥能登に架けた蜃気楼」（1983年1月22日） - 乙三
  - 第40話「春を待つ夫婦だるま」（1983年2月19日） - 藩士
- 傑作時代劇
  - 「町奉行日記 単身赴任、今日も出社せず」（1987年5月21日）
  - 「大岡政談 暴走! 鎧が迫る、血も凍る怪奇ホラー」（1987年8月20日）
- 「新選組」後編（1987年10月8日）
- 三匹が斬る!シリーズ
  - 「三匹が斬る!」
    - 第5話「空っ風、可愛い女の恨み文字」（1987年11月19日） - 重臣
    - 第10話「湯の里は、地鳴り剣鳴り腹も鳴る」（1987年12月24日） - 番頭
    - 第18話「父と娘の、生き血を絞るにせ大名」（1988年3月3日） - 壺振り

  - 「続・三匹が斬る!」
    - 第5話「忠犬と力丸、娘十八盗っ人稼業」（1989年1月12日）
    - 第13話「母恋の、お世継ぎ様と修羅の旅」（1989年3月16日）

  - 「続続・三匹が斬る!」
    - 第1話「帰ってきた三匹! 九州路 取るは天下か はたまた夢か」（1990年1月4日）
    - 第8話「二刀流、子孫は今じゃ二枚舌!」（1990年3月1日）
    - 第17話「花嫁の首恋しや妖怪鬼八」（1990年5月31日）

  - 「また又・三匹が斬る!」
    - 第1話「姫君の、御毒見役三匹参上!」（1991年4月11日）
    - 第14話「戸隠は、女郎の恨みか鬼女の花」（1991年8月22日）
    - 第20話「献上の 茶壺に幽霊現れた!」（1991年10月17日）

  - 「新・三匹が斬る!」第15話（1992年12月17日） - 茶屋の亭主
- 「ご存知!旗本退屈男」第2作（1988年12月29日）
- 「大激闘! 四匹の用心棒」第2作（1990年10月4日）
- 将軍家光忍び旅シリーズ
  - 「将軍家光忍び旅」
    - 第2話「父ちゃんの海を返せ!」（1990年10月20日） - 浪人
    - 第15話「旅人泣かせの船宿退治」（1991年2月9日） - 本陣の主人

  - 「将軍家光忍び旅II」
    - 第3話「憎しみの荒野に佇む女」（1992年10月17日） - 村人
    - 第10話「深夜の関所破り!」（1992年12月19日） - 足軽
    - 第17話「絹の村、引き裂かれた夢」（1993年2月13日） - 原田図書
- 「元禄太平記 忠臣蔵 討入りの助っ人たち」（1995年10月7日）
- 「将軍の隠密!影十八」第10話（1996年4月20日）
- 「京都迷宮案内 第3シリーズ」第16話（2001年6月7日）
- 「SABU 〜さぶ〜」（2002年5月14日）
- 八丁堀の七人シリーズ
  - 「八丁堀の七人 第5シリーズ」第8話（2004年2月23日）
  - 「八丁堀の七人 第6シリーズ」第8話・第9話（2005年3月7日・3月14日）
- 土曜ワイド劇場「狩矢父娘シリーズ」第6作（2005年4月2日） - 北川秀円
- 「銭形平次 第2シリーズ」第5話（2005年8月15日）
- 「八州廻り桑山十兵衛〜捕物控ぶらり旅」第3話（2007年5月15日）

#### テレビ東京
- 「悪党狩り」
  - 第11話「地獄に咲いた花」（1980年12月17日）
  - 第14話「義理に泣いた少年」（1981年1月14日）
- 12時間超ワイドドラマ「風雲江戸城 怒涛の将軍徳川家光」（1987年1月2日）
- あばれ八州御用旅シリーズ
  - 「あばれ八州御用旅 第1シリーズ」第11話（1990年6月22日）
  - 「あばれ八州御用旅 第3シリーズ」第9話（1992年9月11日） - 中盆
  - 「あばれ八州御用旅 第4シリーズ」第7話（1994年5月20日）